# Coriolus
Coriolus is een geslacht van schimmels behorend tot de familie Polyporaceae. Het lectotype is Coriolus versicolor.

## Soorten
Volgens index Fungorum  telt het geslacht tien soorten (peildatum maart 2023):
| Soortnaam               | Auteur(s)                  | Publicatiejaar |
| ----------------------- | -------------------------- | -------------- |
| Coriolus albovestidus   | (Lloyd) G. Cunn.           | 1950           |
| Coriolus cingulatus     | (Fr.) G. Cunn.             | 1950           |
| Coriolus epileucus      | (Fr.) Bondartsev           | 1953           |
| Coriolus fernandezianus | Singer                     | 1962           |
| Coriolus gallopavonis   | (Berk. & Broome) L. Hansen | 1960           |
| Coriolus insularis      | W.B. Cooke & Bonar         | 1961           |
| Coriolus peradeniae     | (Berk. & Broome) G. Cunn.  | 1950           |
| Coriolus sinulosus      | (Klotzsch) G. Cunn.        | 1950           |
| Coriolus sprucei        | (Berk.) G. Cunn.           | 1950           |
| Coriolus subcaperatus   | (Lloyd) G. Cunn.           | 1950           |